# Vyšný Orlík
Vyšný Orlík este o comună slovacă, aflată în districtul Svidník din regiunea Prešov. Localitatea se află la altitudinea de 264 m deasupra n.m., se întinde pe o suprafață de 14,72 km2 și în 2017 număra 361 de locuitori.

## Istoric
Localitatea Vyšný Orlík este atestată documentar din 1414.

## Demografie
| An:                | 1994 | 2004    | 2014   | 2024   |
| ------------------ | ---- | ------- | ------ | ------ |
| Număr de persoane: | 367  | 413     | 376    | 385    |
| Diferență:         |      | +12,53% | −8,95% | +2,39% |

| An:                | 2023 | 2024 |
| ------------------ | ---- | ---- |
| Număr de persoane: | 385  | 385  |
| Diferență:         |      | +0%  |